# 吴建民 (外交官)
吴建民（1939年3月30日—2016年6月18日），江苏南京人，生于重庆，中华人民共和国外交官。曾经担任中华人民共和国驻荷兰王国、联合国日内瓦办事处和瑞士其他国际组织、法兰西共和国大使，外交学院院长，国际展览局主席，外交部外交政策咨询委员会委员等职。其夫人施燕华也是资深外交官，曾经担任邓小平的英语翻译，曾任中华人民共和国驻卢森堡大使。

## 生平
吳建民出生于抗战中的陪都重庆，7岁时随父母返回南京，先后就读于南京市南昌路小学和南京二中。1955年考入北京外國語學院（現北京外国语大学）法語系。1959年毕业后分配到中华人民共和国外交部，曾为毛泽东、周恩来、陈毅等国家领导人担任法语翻译。1971年中华人民共和国取代中華民國在联合国的中國代表席位后，吴建民是第一批常驻联合国的工作人员之一，曾任中国常驻联合国代表团三秘、二秘、参赞。
1991年任中国外交部新闻司司长、发言人。1994年9月，接替王庆余，担任中华人民共和国驻荷兰大使。1995年，由朱曼黎接任，其改任中国常驻联合国日内瓦办事处和瑞士其他国际组织常驻代表、特命全权大使。1998年，转任中国驻法国特命全权大使，在任上促成了中法两国元首互访彼此的故乡、中法建立双边战略对话机制等一系列重大外交活动。2003年离任前夕，时任法国总统希拉克破例在总统府爱丽舍宫接受吴建民辞行并亲自授予其法国荣誉勋位团大军官勋章。
2003年，担任全国政协外事委员会副主任，并出任外交学院院长，在外交学院开设交流学课程并担任主讲人之一，著有《交流学十四讲》。2003年12月12日，在国际展览局第134次全体代表大会上当选为国际展览局主席，是为第一位担任该职务的亚洲人。2005年3月，担任全国政协副秘书长兼新闻发言人。2005年12月1日，在国际展览局第138次大会上以唯一候选人的身份成功连任国际展览局主席。2008年4月30日，卸任外交学院院长。2008年10月14日，外交部外交政策咨询委员会成立，吴建民是大使委员之一。2013年获颁北京师范大学-香港浸会大学联合国际学院荣誉院士荣衔。2014年12月30日外交部外交政策咨询委员会召开换届大会，吴建民再次担任大使委员。

### 車禍逝世
吴建民原计划于2016年6月17日晚上10点35分搭乘东航MU2454航班从北京首都国际机场出发前往武汉天河机场，出席次日上午武汉大学承办的中小企业领军人才培训班开班仪式并授课。由于航班晚点约２小时，抵达武汉已经是凌晨３时许。凌晨4时17分，其所乘鄂AA9S01号别克商务车在从天河机场驶往武汉大学住地途中在二环线梨园地下通道南出口发生事故，车辆在地下通道由北向南行驶到南出口处时撞击路中隔离花坛。事后据媒体报道，事发地处于隔开车道的两段水泥墩之间，用10余米的伸缩铁栅栏连接，吴建民等人乘坐的车辆正是撞到了铁栅栏后，又撞向前方水泥墩，导致车辆左前部严重变形。

吴建民经抢救无效离世，同时去世的还有前来接机的武汉大学信息管理学院教授朱晓驰（两人均坐在事故车辆第二排），车上同行的武汉大学司机孙彧、武汉大学水电学院副教授刘锋和大使秘书陈伟杰受伤。事后据幸存者回忆，车祸发生时车上的乘客都睡着了。

有分析认为，车祸很可能是因司机疲劳驾驶所导致的。央视主持人白岩松则间接批评东方航空，称“如果没有飞机延误这样一种背景的话，也许这样的事情是可以避免的。”

## 观点及评价
外交部欧洲司官方微博于6月18日下午证实吴建民遇车祸逝世，并评价“吴大使是杰出的外交官，睿智、儒雅、正直，在国际外交舞台上充分展示了中国外交官的素养，退休后依然为中国的外交事业奔走劳碌。他的溘然离世是中国外交界的重大损失，令人扼腕唏嘘。”
法国前总理、时任法国外交与国际发展部部长让-马克·埃罗6月18日发表声明，对中国前驻法国大使吴建民遭遇车祸去世表示哀悼，称赞吴建民“是一位法国通，一直致力于推动法中关系的发展。”
原法国总统办公室外交事务顾问、时任法国驻华大使顾山在法国驻华使馆网站上发表慰问信，称“惊悉吴建民大使不幸逝世, 我们深感悲痛。法兰西人民失去了一位知晓法国并为法中关系做出巨大贡献的伟大朋友。”他在接受《财新》记者专访时表示，“吴建民大使的离世对我们所有人来说都是巨大的损失，法国人民都很悲伤。在他担任驻法大使的五年中，所有与他共事过的人们无不钦佩仰慕他”，并评价吴建民“是一个精通法语并且懂得如何用法语介绍自己国家的人，极具国际视野。在他驻法期间，我有幸多次和他交流合作，后来我们也一直保持着联系。每次我们见面的时候我都会聆听他的看法，了解他看待中法关系的视角，他会给我一些建议。对我来说吴建民大使是一位导师，一位人生导师，人的一生能遇到的导师少之又少，他以自身丰富的经历，善于倾听的品质和精准的话语深深影响着我。在这个人身上，我看到了不断传递知识的激情。”
伦敦大学国王学院汉学教授、“刘氏中国研究院”（Lau China Institute）院长克里·布朗（Kerry Brown）6月18日在英国《金融時報》撰文悼念吴建民，称“吴建民是中国少有的愿意倾听不同意见的官员。他的离世，使中国失去了最有经验、最受尊敬和最明智的声音之一。”
现任外交学院院长秦亚青赞扬吴建民是一位“杰出的外交家”，具有外交活动中的大局观、平等待人的胸怀，以及他对中国外交人才培养的贡献令人敬佩。
央视名嘴白岩松以其2009年为吴建民的书所作的序《站在沟通的桥上》悼念吴建民，称“同样一个吴建民，在我心中却有三个角色，一是代表中国与世界沟通的吴建民，二是用知识、责任与公众沟通的吴建民，三是用心以及儒雅与人沟通的吴建民。第三个吴建民常常让人如沐春风，相处的时间总是过得太快；第二个吴建民则是这几年的进行时状态，“出口”多年，终转“内销”，与大学生、知识界、观众、读者的沟通，让人入心入耳。”
吴建民被普遍视为是鴿派外交官，曾公开批评民族主义和民粹主义，认为“谁举起战争的旗帜谁倒大霉”，并因在外交政策辩论中与中国国内的鷹派针锋相对而成为媒体关注的公众人物。他曾在一次演讲中批评《环球时报》经常发表一些“很极端的文章”，并称《环球时报》总编辑胡锡进“看不清世界大势，抓不住主流”。对此胡锡进反驳称，吴建民是外交圈子里典型的鸽派，代表少数中国旧外交官的思维方式。尽管如此，胡锡进仍在吴建民逝世当天发微博悼念，并称：“吴大使与我有过论争，然而我相信，多元观点并存是中国社会最宝贵的正元素之一。愿仙逝的吴大使走好。”
曾与吴建民在凤凰卫视节目中当面激辩的军事科学院研究员罗援少将曾在一档电视节目中表示，吴建民是理性的鸽派，“我跟吴大使有很多接触，文武之道，一张一弛”。在吴建民逝世的消息传出之后，罗援在个人微博表示了哀悼。
吴建民逝世后，军事评论员、前中国人民解放军空军上校戴旭在个人微博上批评吴建民“无知且傲慢无礼，心胸狭隘”，并称“多元时代，应当包容多种声音和观点，但吴却将不同意他观点的人一律归为极端”。

## 荣誉

### 外国勋章奖章
- 荣誉军团大军官勋章（法国，2003年6月27日于巴黎颁发[23]）

## 外部連結

### 訪談/演講錄
- 外交與跨文化交流（页面存档备份，存于） 主講：吴建民，主辦：香港浸會大學翻譯學研究中心 2010/03/04
- 中華主流文化 主講：吴建民，主辦：香港浸會大學翻譯學研究中心 2012/03/01

| 教育職務               | 教育職務                                                       | 教育職務      |
| ---------------------- | -------------------------------------------------------------- | ------------- |
| 前任： 杨福昌          | 外交学院院长 2003年7月－2008年4月                              | 繼任： 赵进军 |
| 外交職務               |                                                                |               |
| 前任： 蔡方柏          | 中华人民共和国驻法国大使 1998年11月－2003年7月                 | 繼任： 赵进军 |
| 前任： 金永健          | 中华人民共和国常驻联合国日内瓦办事处代表 1996年1月－1998年11月 | 繼任： 乔宗淮 |
| 前任： 王庆余          | 中华人民共和国驻荷兰大使 1994年9月－1995年12月                 | 繼任： 朱曼黎 |
| 中華人民共和國政府职务 |                                                                |               |
| 前任： 李肇星          | 中华人民共和国外交部新闻司司长 1991年1月－1994年7月            | 繼任： 陈健   |